# Radu Rebeja
Radu Rebeja (Chişinău, 8 de junho de 1973) é um ex-futebolista moldávio que atuava como volante. Posteriormente, o seu nome foi russificado para Radu Nikolaevich Rebezha.

## Carreira
Foi revelado pelo Zimbru Chișinău, clube que defendeu entre 1991 e 1999 (195 partidas e 43 gols), vencendo 7 vezes o Campeonato Moldávio, além de ter sido bicampeão da Copa nacional.
Jogou o restante de sua carreira na Rússia, defendendo Uralan Elista, Saturn, FC Moscou e Khimki, aposentando-se em 2008 depois de apenas 8 jogos. Pouco depois, tornou-se vice-presidente da Federação de Futebol da Moldávia.
Em março de 2015, assumiu o cargo de conselheiro do primeiro-ministro do país, Chiril Gaburici, sobre juventude e esportes.

## Seleção nacional
Rebeja é o terceiro jogador que mais disputou jogos pela Seleção Moldávia de Futebol: foram 74 entre 1991 e 2008, além de ter feito 2 gols.